# Heinz Rosenbauer
Heinz Rosenbauer (Hückeswagen, 19 mei 1938 - Bad Feilnbach, 21 januari 2010) was een Duits jurist en politicus voor de CSU.
Rosenbauer studeerde rechten aan de universiteiten van Bonn en Würzburg. Van 1969 tot 1980 was hij notaris in Gemünden am Main.
Rosenbauer sloot zich aan bij de CSU. Hij werd lid van het CSU-bestuur en landsvoorzitter van de Arbeitskreis Juristen van de CSU. In 1970 werd hij verkozen in de Beierse Landdag en bleef daar zetelen tot 1994. Van 1974 tot 1978 was hij eerste ondervoorzitter van de Landsdag.
Van 1978 tot 1984 was Rosenbauer staatssecretaris in het Beierse ministerie voor arbeid en sociale zaken en van 1984 tot 1988 staatssecretaris in het Beierse ministerie van binnenlandse zaken in de door minister-president Franz Josef Strauß geleide regering van Beieren. Van 1988 tot 1990 was hij onder minister-president Max Streibl staatssecretaris in het Beierse ministerie van justitie.
- Gemeinsame Normdatei: 107154919
- International Standard Name Identifier: 0000 0000 1001 4917
- Système universitaire de documentation: 150031920
- Virtual International Authority File: 44814264
- WorldCat: E39PBJc7QXdF3gqD9744qckCcP